# 維拉維拉尼山 (卡魯馬斯-坎達拉韋)
16°46′29″S 70°15′54″W / 16.77472°S 70.26500°W
維拉維拉尼山（Wila Wilani），是秘魯的山峰，位於該國南部莫克瓜大區和塔克納大區，由卡魯馬斯區和坎達拉韋區負責管轄，屬於安地斯山脈的一部分，海拔高度4,900米。